# Gozdna železnica na planini Spodnja Mija
Gozdna železnica na planini Spodnja Mija je bila prometna pot za prevoz lesa dolino reke Nadiže pri naselju Robič v občini Kobarid.
Leta 1935 so tirnice opuščene Gozdne železnice na planini Mija, ki so ležali v gozdovih pod Mijo, razstavili in jih prenesli na planino Spodnja Mija, ki se razprostira na višini okoli 800 mnm nad naseljem Podbela v občini Kobarid.
Po progi, ki je bila dolga 2,5 km, s tirno širino 60 cm in enakomernim padcem, so samotežno prevažali les do zgornje postaje gozdne žičnice, od koder so ga spuščali proti Robiču v dolino Nadiže. Proga med drugo svetovno vojno ni obratovala, pa tudi takoj po vojni dolgo časa ni bila v uporabi. Okoli leta 1959 so iz njenih ostankov zgradili novo, krajšo progo. Tudi ta je dovažala les do zgornje postaje gozdne žičnice, vendar ni dolgo obratovala, ker jo je nadomestila gozdna cesta.